# Comté de Kwale
Le comté de Kwale est un des 47 comtés du Kenya et un des six comtés issus de l'ancienne province de la côte. Situé sur la « côte Sud » du Kenya, son chef-lieu est Kwale.

## Histoire

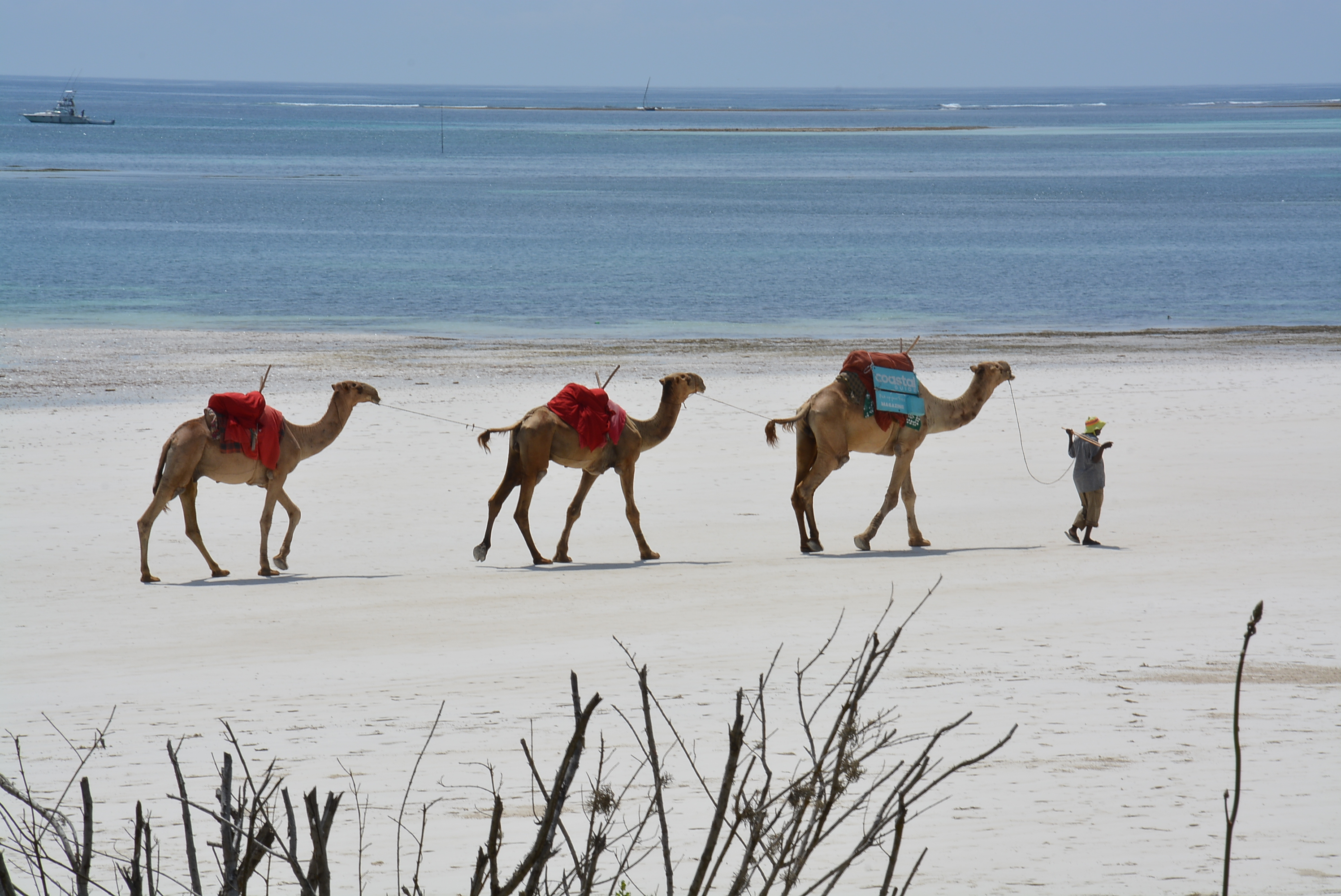
Dromadaires sur la plage de Diani.

C'est le 
4 août 2010, par l'adoption par les Kényans de la nouvelle Constitution, qu'est créé le comté. Cependant, il faut attendre le 28 mars 2013 pour la pérennisation de ses pouvoirs législatifs et exécutifs.